# 法音院 (京都市東山区)
法音院（ほうおんいん）は、京都市東山区泉桶寺山内町にある真言宗泉涌寺派の寺院。総本山泉涌寺の塔頭。本尊は不空羂索観音。洛陽三十三所観音霊場第25番札所。

## 歴史
鎌倉時代末期の嘉暦元年（1326年）、無人如導によって泉涌寺山内に創建されるが、応仁の乱により荒廃する。江戸時代の寛文4年（1664年）と翌寛文5年（1665年）に江戸幕府や旗本である本多正貫夫妻に支援され、覚雲西堂の手により現在地に再建される。
以後、本多正貫の子孫である駿河国田中藩主本多家の京都における菩提寺となった。
境内には正貫が建立した徳川家康に仕えた父本多正重の石碑が、正貫夫妻やその家臣たちの墓とともに本多山より移されている。

## 境内
- 本堂 - 英照皇太后御大葬の御須屋を賜ったもの。
- 寿老人堂
- 庫裏
- 大書院 - 伏見城の御殿の遺構ともされている。
- 春日三社明神社
- 山門

## 前後の札所
洛陽三十三所観音霊場
24 長圓寺　-　25 泉涌寺塔頭法音院　-　26 正運寺
泉山七福神巡り
6 泉涌寺塔頭悲田院　-　7 泉涌寺塔頭法音院　

## 住所
- 京都府京都市東山区泉涌寺山内町30
- 京都市営バス泉涌寺道バス停から徒歩約10分